# Hitnehebbagilu, Piriyapatna
Hitnehebbagilu là một làng thuộc tehsil Piriyapatna, huyện Mysore, bang Karnataka, Ấn Độ.